# Erik Rosenhielm
Erik Rosenhielm (född Bröms), född 1603 i Hanebo församling, död 1688, var en svensk ämbetsman.

## Biografi
Rosenhielm föddes 1603 på komministergården i Hanebo församling. Han var son till kyrkoherden Petrus Bröms och Elisabet Carlsdotter. Rosenhielm blev 30 januari 1621 student vid Uppsala universitet och avlade filosofie magisterexamen där 1632. Han reste sedan utomlands och blev 12 maj 1639 assessor i Svea hovrätt, samt häradshövding i Öknebo härad, Svartlösa härad och Sotholms härad. Rosenhielm adlades 28 juli 1645 till Rosenhielm och introducerades 1647 som nummer 326. Han tog avsked från tjänsten omkring 1660. Rosenhielm avled 1688 och begravdes 29 januari 1689 i Bond-Arnö kyrka. Kroppen fördes senare till Grödinge kyrka.
Rosenhielm ägde gårdarna Helgslätt i Västra Hargs socken, Malmsjö gård i Grödinge socken, Börrums säteri i Börrums socken, Arnöberg i Bond-Arnö socken och Idingstad i Östra Hargs socken.

### Familj
Rosenhielm gifte sig första gången 1641 med Carin Christoffersdotter (död 1650). Hon var dotter till Christoffer Jönsson och Märta Jöransdotter Stiernsköld. De fick tillsammans barnen Christina Rosenhielm som var gift med krigsrådet Tomas Gärffelt och lagmannen Vilhelm Clerck, Märta Rosenhielm (1644–1700) som var gift med postmästaren Henrik Brunswik i Helsingborg, assessorn Per Rosenhielm (1646–1685), Maria Rosenhielm (död 1676) som var gift med häradshövdingen Samuel Furubom och Catharina Rosenhielm som var gift med Gustaf Furubom.
Rosenhielm gifte sig andra gången 1655 med Helena Jacobsköld (1634–1705). Hon var dotter till överstelöjtnanten Johan Jacobsköld och Dorotea Ruhr. De fick tillsammans barnen Dorotea Elisabet Rosenhielm (död 1694) förlovad med Nils Ulfsköld, Elisabet Rosenhielm, kornetten johan Rosenhielm (1658–1695), Helena Rosenhielm (död 1698), Erik Rosenhielm (1661–1662) och överstelöjtnanten Carl Rosenhielm (död 1731).